# Августівська облава

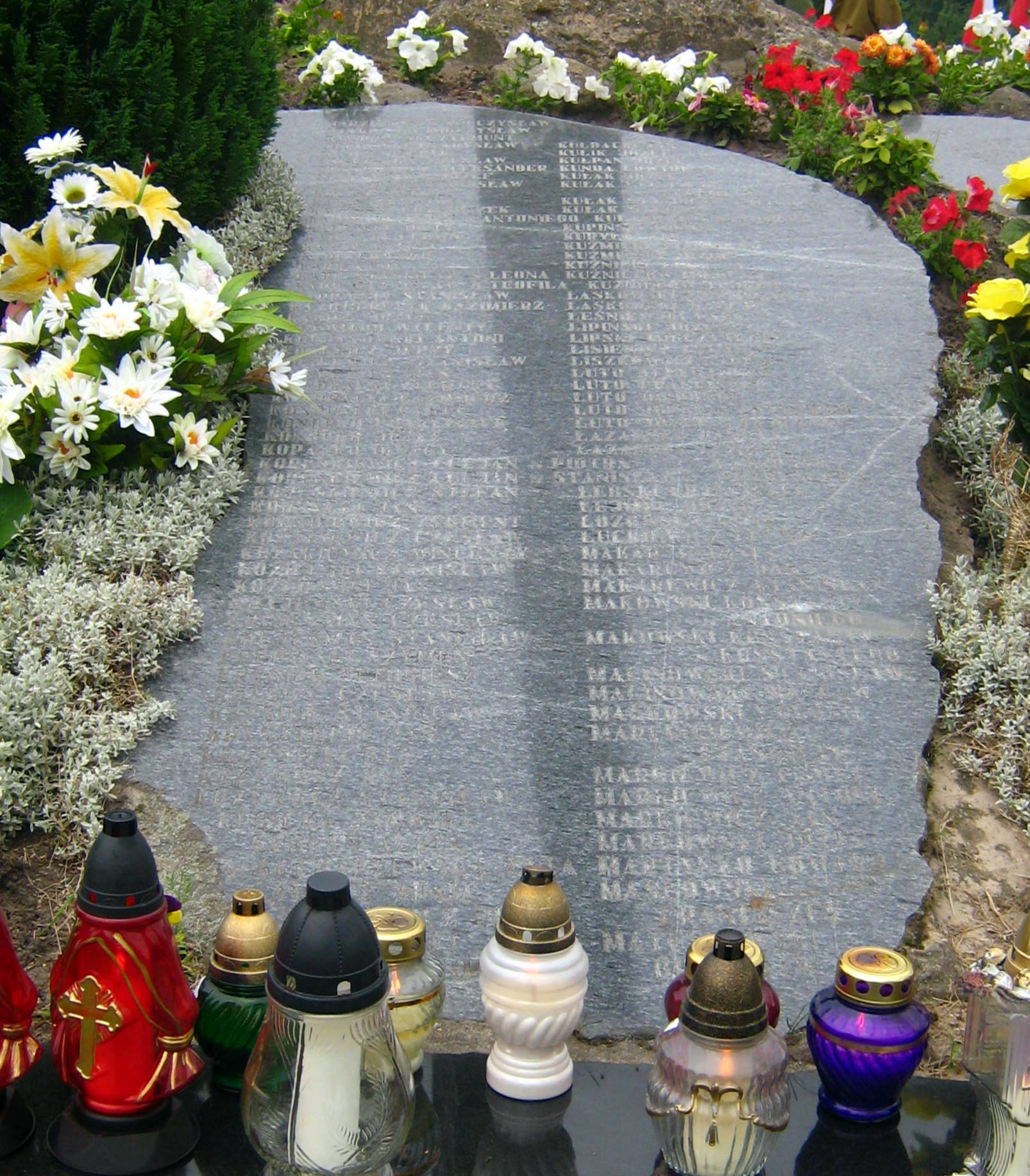
Плита з іменами зниклих безвісти і вбитих

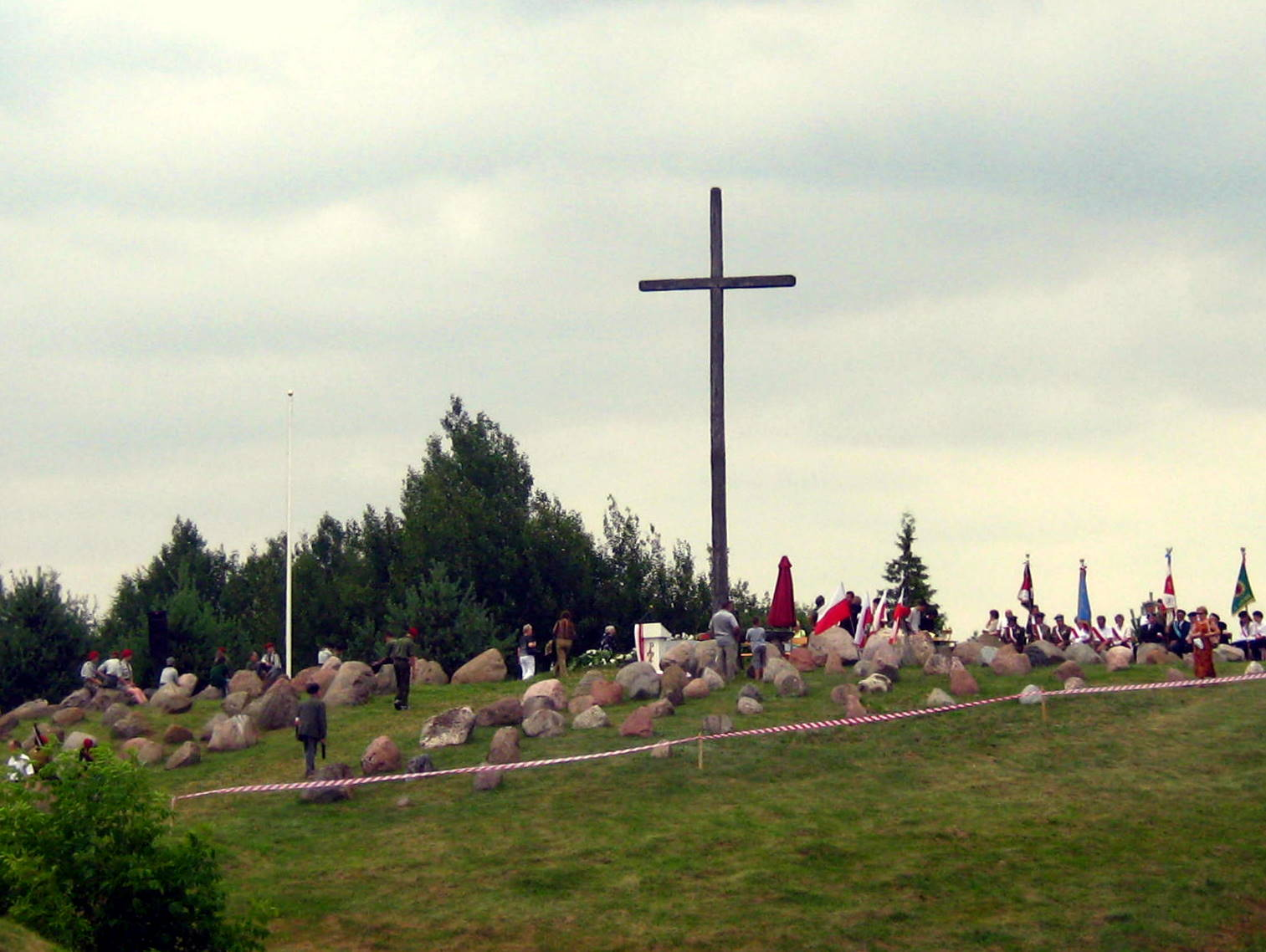
Хрест у Гібах, присвячений пам'яті полеглих унаслідок облави

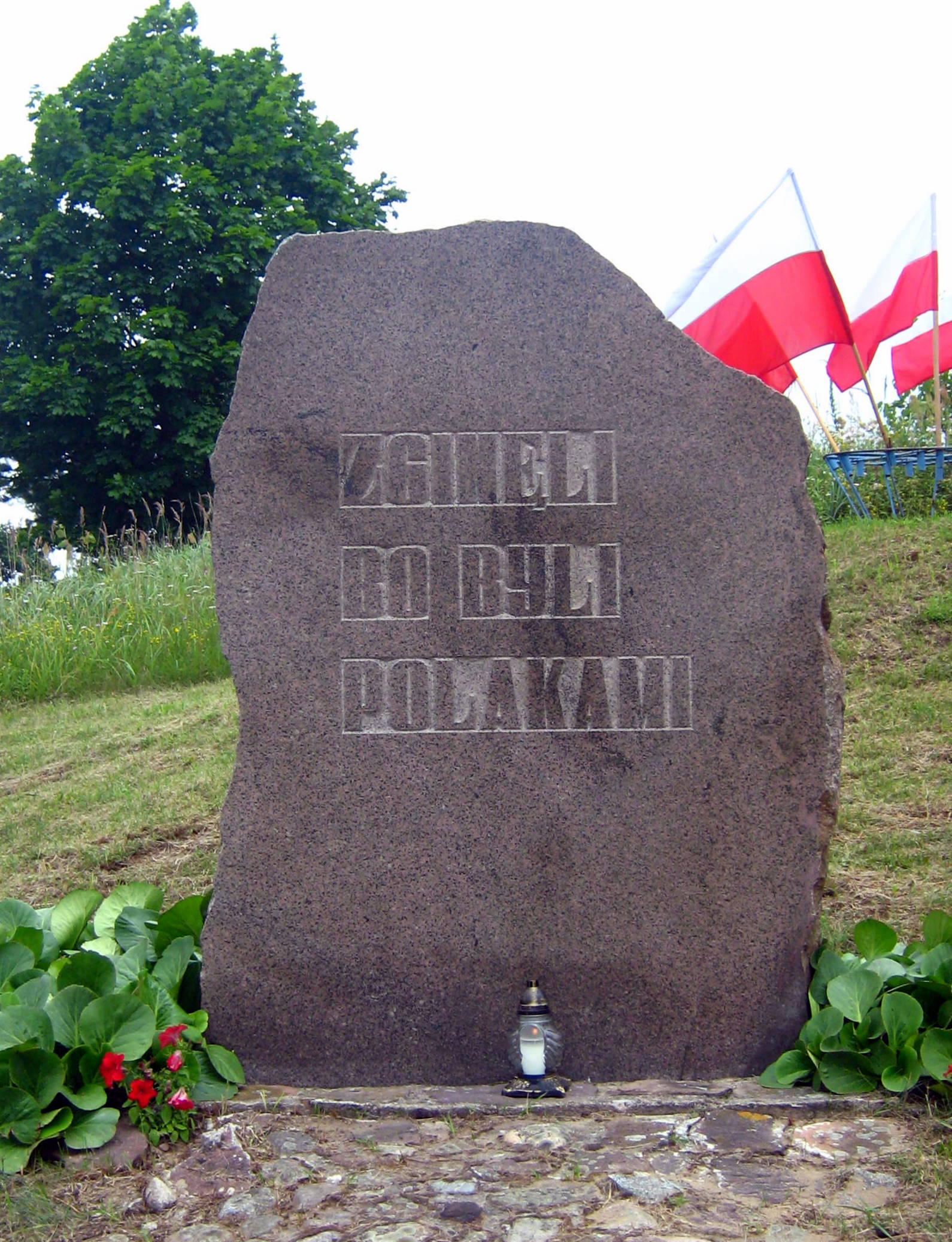
Кам'яна плита на пагорбі в Гібах

Августівська облава, також Липнева облава (пол. obława augustowska, obława lipcowa) — операція, проведена в липні 1945 року частинами 50-ї радянської армії і військами НКВС та відокремленими підрозділами ПНА і МГБ.
Мала на меті розбити і ліквідувати загони польського самостійницького і антикомуністичного підпілля в районі Сувалк і Августова. Августівську облаву іноді називають «Малою Катинню». Подібну акцію було проведено в серпні 1945 року і в радянській Литві.
1991 року після ексгумації в селі Гіби встановлено 530 загиблих, про що свідчать виписані на кам'яній плиті прізвища. Там на символічній могилі жертв облави поставили хрест.